# TOKYOサンライズ号

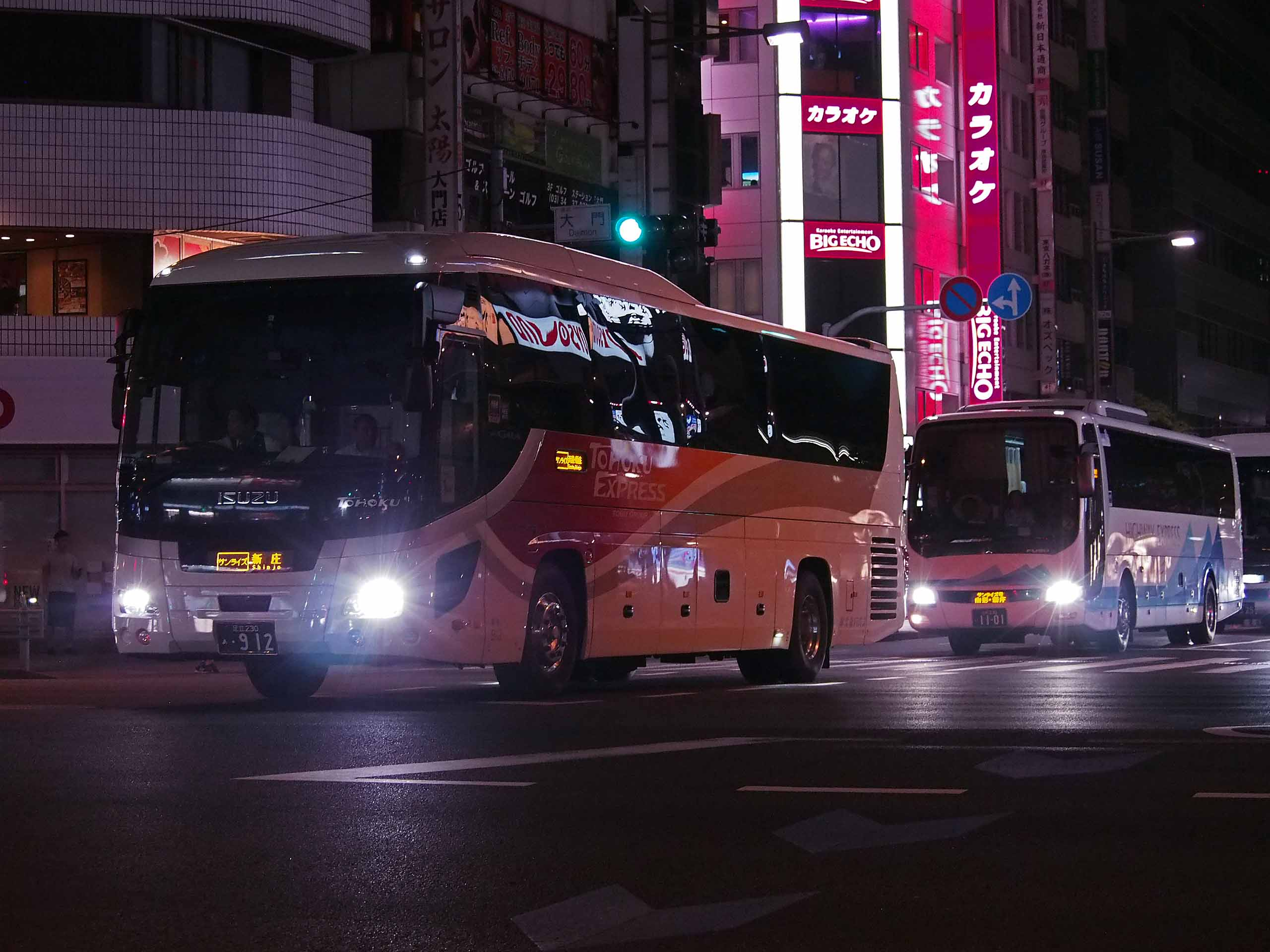
浜松町を出発するTOKYOサンライズ号（前：東北急行バス、後ろ：山交バス、2019年撮影）
ハイシーズンには両社の混成による運行が見られる。

TOKYOサンライズ号（とうきょうサンライズごう、The TOKYO Sunrise）は東京都と山形県内陸部の村山・最上地方を経由し新庄市を結ぶ予約指定制の高速バスである。
全席指定制なので、あらかじめ乗車券を購入しなければならない。

## 概要
現在では東京と山形県最上地方を結ぶ直行交通機関として山形新幹線、他に村山地方北部へはジェイエア（日本航空系）の羽田 - 山形線があるが、両地へ早朝に到着できることや新幹線・航空機に比べて安価であること、利用者無料駐車場の設置（寒河江・天童）などにより根強い人気があり、夏期や冬季の繁忙期には山交バスが他営業所からの応援も含め貸切車による続行便を多数設定し運行している。なお、舟形町・尾花沢市・寒河江市からは首都東京との唯一の直行機関となる。

## 運行会社
- 東北急行バス（東京営業所）
  - 3列シート車によるツーマン運行（2014年4月2日運行便より。それ以前はワンマン運行であった）。続行便については、仙台車庫入出庫（回送）で仙台営業所の乗務員が担当する場合がある。
- 山交バス（新庄営業所）
  - 3列シート車によるツーマン運行。

## 運行経路
東京駅八重洲通り - 上野駅前 - 浅草駅前 - （堤通IC） - （6号向島線） - （堀切JCT） - （中央環状線） - （江北JCT） - （川口線） - （川口JCT） - （東北自動車道） - （村田JCT） - （山形自動車道） - （山形蔵王IC） - 山形県庁前 -  山交ビルバスターミナル - （山形中央IC） - （東北中央自動車道） - （山形JCT） - （山形自動車道） - （寒河江IC） - 寒河江営業所 - 天童車庫前 - 国道13号 - さくらんぼ東根駅前 - 村山駅前 - 尾花沢待合所 - 舟形十字路 - 新庄駅前
所定の休憩箇所は、下りは東北自動車道の羽生パーキングエリア、上りは山形自動車道の古関パーキングエリアである。
毎年8月24日から26日に開催される新庄まつりでは、新庄市中心部で交通規制が敷かれてバスが新庄駅前に乗り入れできないため、山交バス新庄営業所に臨時停留所が設置され、営業所始発・終着で運行される。

## 運行回数
- 夜行便1日1往復。

## 歴史
- 1991年（平成3年）12月20日 - 開業。
- 1999年（平成11年）
  - 2月1日 - 寒河江営業所経由に経路変更。
  - 12月4日 - 楯岡駅前停留所を村山駅前に改称（山形新幹線の新庄延伸に伴う駅名改称のため）。
- 2003年（平成15年）10月10日 - 山形（山交ビルバスターミナル）経由に経路変更。
- 2006年（平成18年）4月21日 - 公立病院（北村山公立病院）前停留所を廃止し、さくらんぼ東根駅乗り入れ開始。一部運行時間の見直しを実施。東北急行バス便が再度独立3列シート車での運行になる。
- 2007年（平成19年）2月1日 - 上り便の山形山交ビルの発車時刻を10分繰り下げ。
- 2012年（平成24年）2月1日 - この日の出発便より上野駅前・浅草駅前に停車。
- 2017年（平成29年）4月24日 - この日の出発便より山形県庁前に停車。同時に、カレンダー制運賃を導入し往復割引を廃止。上り便の運行時間を見直し新庄発を10分繰り上げ[2]。
- 2019年（令和元年）12月1日 - 運賃改定[3]。
- 2020年（令和2年）4月7日 - 新型コロナウイルスの影響により、この日の出発便より同年5月8日出発便まで運休[4][5]。
- 2021年（令和3年）時期不明 - 新型コロナウイルスの影響により再度運休
- 2022年（令和4年）
  - 3月18日 - 福島県沖地震による東北新幹線の運休の影響により、この日の新庄発の便より（東京発は翌日）山交バスの単独で運行を再開（同年3月31日まで→4月9日まで延長）[6]。
  - 4月28日 - この日の新庄発の便より（東京発は翌日）、同年5月7日（新庄発。東京発は翌日）までの期間限定で、山交バスの単独で運行を再開[7]。
  - 2023年（令和5年）11月24日 - 年末年始の運行を中止[8]。

## 使用車両
- ハイデッカー車またはスーパーハイデッカー車（独立3列シート）で運行（増発便は4列シート車の場合あり）。
  - 東北急行バスは運行開始当初ボルボ・アステローペの3列シート車を専用車として充当していた。同車引退後は一時4列シート車での運行となっていたが、現在は3列シート車での運行に戻っている。

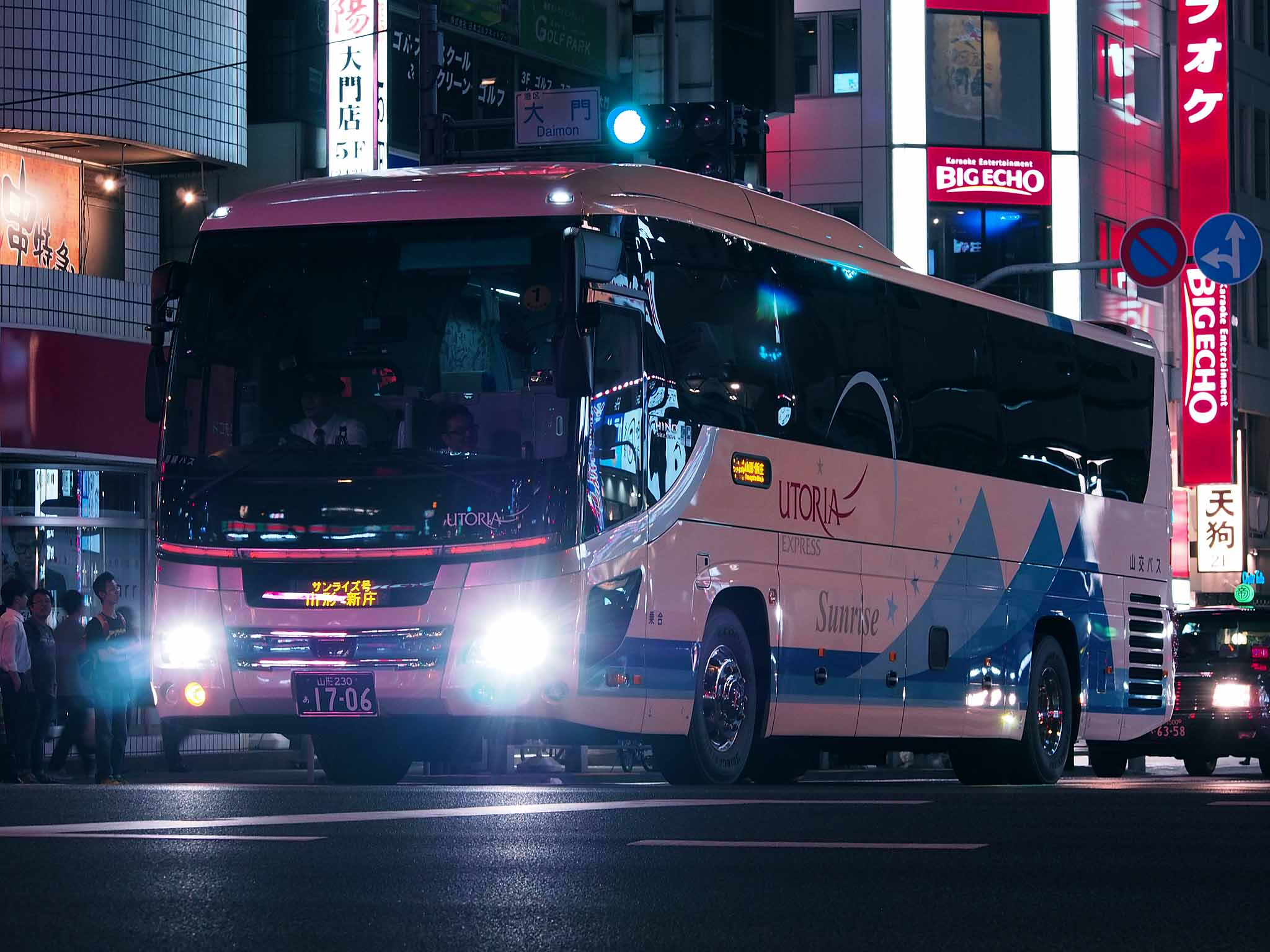
山交バスの日野・セレガ
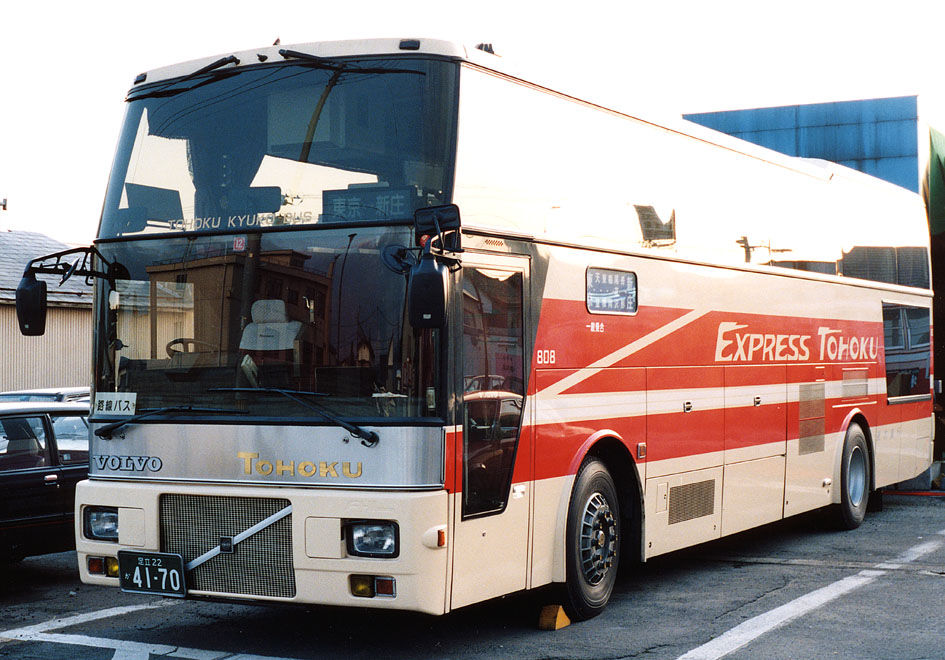
かつて使用していた東北急行バスのボルボ・アステローペ
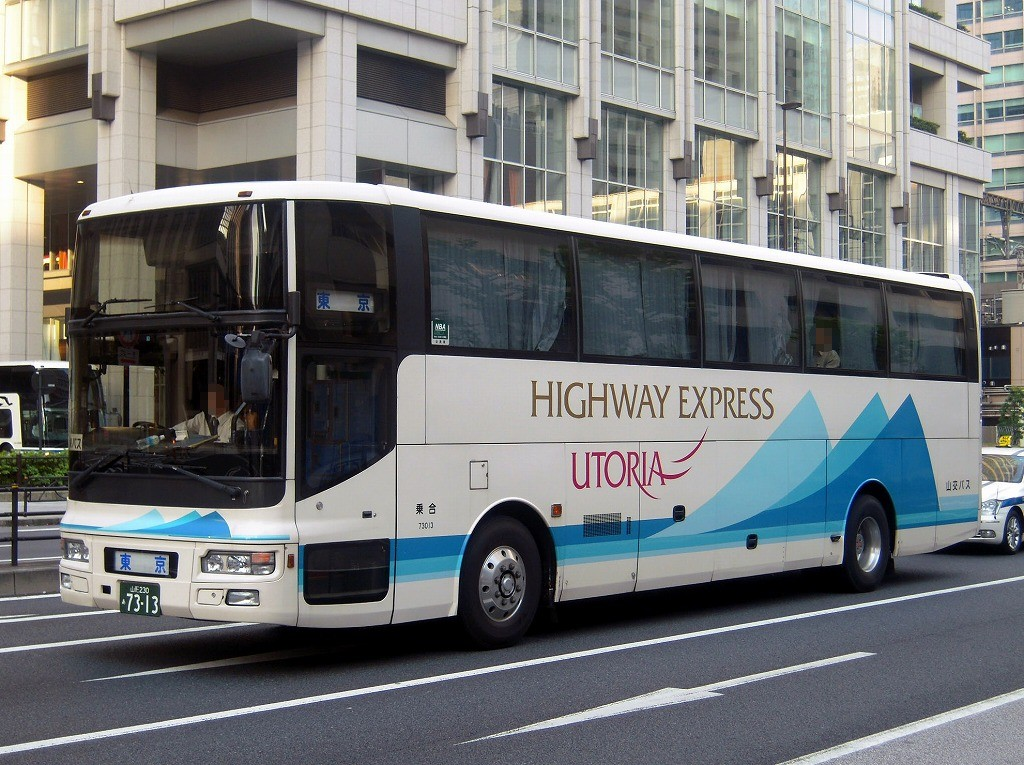
かつて使用していた山交バスの日産ディーゼル・スペースウィング

## 乗車券発売箇所
- 東北急行バス東京営業所・仙台営業所
- 山交バス各営業所・ターミナル
- 山交バス案内センター
- 東武トップツアーズ各支店
- 山交観光各営業所・案内所
- 楯岡交通（村山駅前）
- 尾花沢タクシー（尾花沢待合所）
- 主な旅行代理店
- WEB予約：発車オ〜ライネット、バスぷらざ（日本旅行）、JTB、WILLER TRAVEL、楽天トラベル、じゃらんnet

## 利用状況
| 年度               | 運行日数 | 運行便数 | 年間輸送人員 | 1日平均人員 | 1便平均人員 |
| ------------------ | -------- | -------- | ------------ | ----------- | ----------- |
| 2002（平成14）年度 | 365      | 756      | 16,494       | 45.2        | 21.8        |
| 2003（平成15）年度 | 365      | 763      | 17,630       | 48.2        | 23.1        |
| 2004（平成16）年度 | 365      | 838      | 20,409       | 55.9        | 24.4        |
| 2005（平成17）年度 | 365      | 818      | 20,105       | 55.1        | 24.6        |
| 2006（平成18）年度 | 365      | 984      | 23,656       | 62.5        | 23.2        |
| 2007（平成19）年度 | 366      | 866      | 23,656       | 64.6        | 27.3        |